# Novenia
Novenia là một chi thực vật có hoa trong họ Cúc (Asteraceae).

## Loài
Chi Novenia gồm các loài: